# 엘스트리 콜링
엘스트리 콜링(Elstree Calling)은 영국에서 제작된 폴 머레이, 앨프리드 히치콕 감독의 1930년 코미디, 뮤지컬 영화이다.

## 출연
- 도널드 칼스롭
- 시셀리 코트네이지
- 고든 하커
- 잭 헐버트
- 해나 존스
- 존 롱든
- 존 스튜어트
- 제임슨 토머스
- 안나 메이 웡